# 奧斯陸協議
《奧斯陸協議》（英語：Oslo Accord），指1993年8月20日以色列總理拉賓和巴勒斯坦解放組織主席阿拉法特在挪威首都奧斯陸秘密會面後，由美國促成的和平協議。此后的9月13日，雙方於美國白宮草坪簽署了《臨時自治安排原則宣言》，被認為是以巴冲突數十年後和平進程中的里程碑。

## 历史
根據該协议，巴勒斯坦民族权力机构得以建立。巴勒斯坦民族权力机构负责管理巴勒斯坦的领土。协议还要求以色列国防军从加沙地带和约旦河西岸部分地区撤军。巴解组织承认以色列国并承诺拒绝暴力，以色列承认巴解组织是巴勒斯坦人民的代表。阿拉法特被允许返回巴勒斯坦。过渡期為期五年，在此期间雙方計劃再谈判解決剩下的問題並达成永久协议。
但在協議簽署後兩年，拉賓遭以色列右翼激进分子刺殺，其後巴解組織亦連續發動針對以色列的襲擊事件，街頭衝突逐漸演變成雙方武裝對抗，奧斯陸協議的執行遭無限期擱置，現已名存實亡。

## 相关作品
- 《奧斯陸密談（英语：Oslo_(film)）》，一部專門講述該事件的電影